# Пассейк (округ, Нью-Джерсі)
Шаблон:StateAbbr_ 41°02′ пн. ш. 74°18′ зх. д. / 41.03° пн. ш. 74.3° зх. д.
Округ Пассейк (англ. Passaic County, /pəˈseɪ.ɪk/) — округ (графство) у штаті Нью-Джерсі, США. Ідентифікатор округу 34031.
Округ утворений 7 лютого 1837 року з частин території сусідніх округів, Берген та Ессекс. Назва походіть від слова pasaeck, яке мовою делаварів означає долина.

## Історія
Округ утворений 1837 року.

## Демографія
За даними перепису 2000 року, загальне населення округу становило 489 049 осіб, зокрема міського населення було 477 154, а сільського — 11 895.
Серед мешканців округу чоловіків було 237 008, а жінок — 252 041. В окрузі було 163 856 домогосподарств, 119 689 родин, які мешкали в 170 048 будинках.
Середній розмір родини становив 3,42 чоловіка.
Віковий розподіл населення поданий у таблиці:
| Стать    | До 15 років | 15-21  | 22-29  | 30-39  | 40-49  | 50-65  | 65-85  | Понад 85 |
| -------- | ----------- | ------ | ------ | ------ | ------ | ------ | ------ | -------- |
| Чоловіки | 54 936      | 23 281 | 27 059 | 39 730 | 35 072 | 33 695 | 21 066 | 2 169    |
| Жінки    | 53 147      | 22 241 | 27 118 | 39 880 | 36 346 | 37 511 | 30 270 | 5 528    |

## Персоналії
- Віра Фарміґа (* 1973) — американська кіноакторка українського походження.

## Виноски
1. ↑  Forstall, Richard L. Population of states and counties of the United States: 1790 to 1990 from the Twenty-one Decennial Censuses, pp. 108-109. Бюро перепису населення США, March 1996. ISBN 9780934213486. Accessed October 6, 2013.
2. ↑  New Jersey: 2010 - Population and Housing Unit Counts; 2010 Census of Population and Housing, p. 6, CPH-2-32. Бюро перепису населення США, August 2012. Accessed August 29, 2016.
3. ↑  DP-1 - Profile of General Demographic Characteristics: 2000; Census 2000 Summary File 1 (SF 1) 100-Percent Data for Passaic County, New Jersey[недоступне посилання], Бюро перепису населення США. Accessed January 23, 2013.(англ.) Наведено за англійською вікіпедією.
4. ↑  DP-1: Profile of General Population and Housing Characteristics: 2010; 2010 Demographic Profile Data for Passaic County, New Jersey[недоступне посилання], Бюро перепису населення США. Accessed January 13, 2013.(англ.) Наведено за англійською вікіпедією.
5. ↑  U.S. Census Bureau Delivers New Jersey's 2010 Census Population Totals, Бюро перепису населення США, February 3, 2011. Accessed February 5, 2011.
6. ↑  American FactFinder. Бюро перепису населення США. Архів оригіналу за 26 лютого 2012. Процитовано 31 січня 2008.

| США | Це незавершена стаття з географії США. Ви можете допомогти проєкту, виправивши або дописавши її. |